# Marque postale

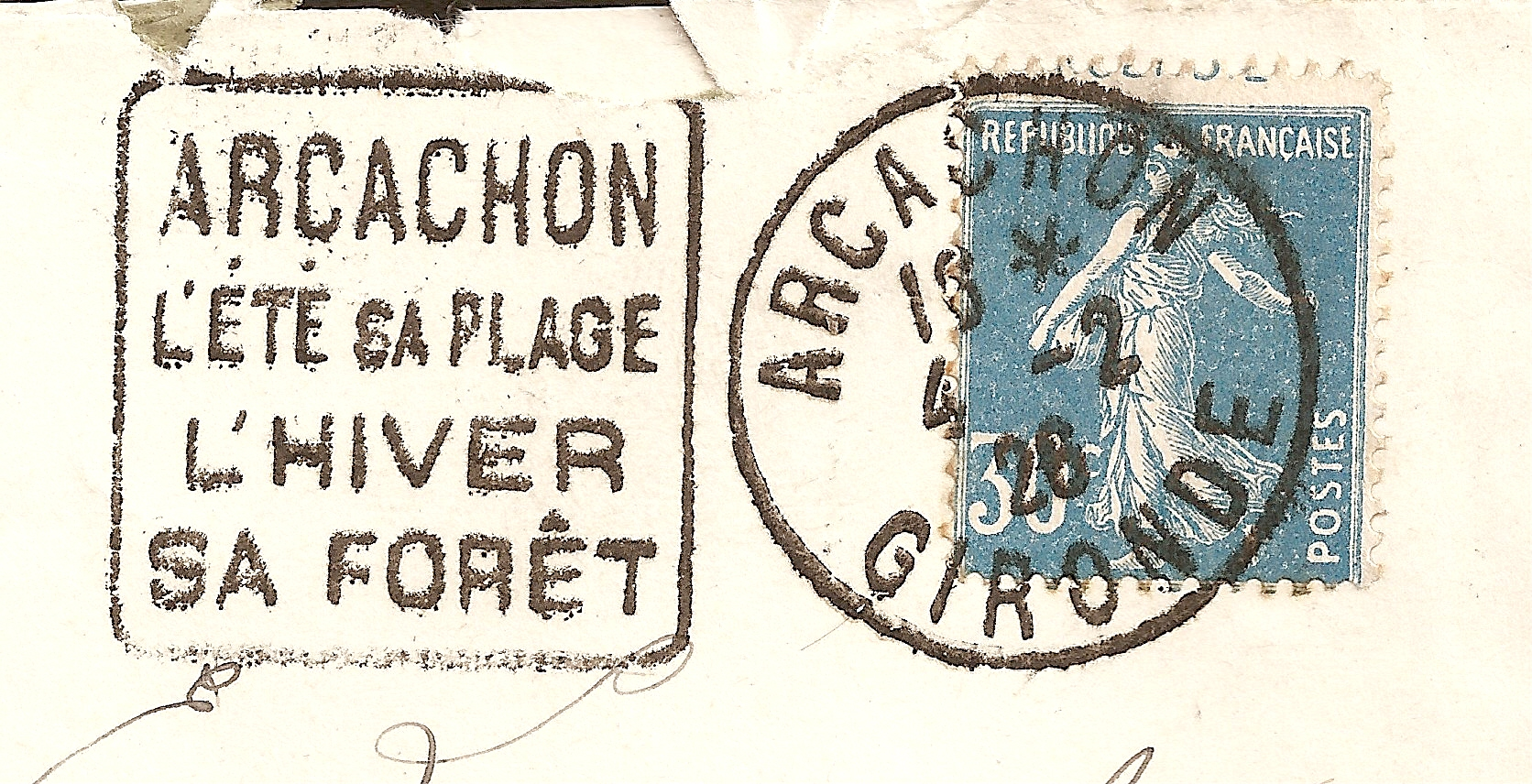
Empreinte de la machine Daguin du bureau d'Arcachon en 1926.

Une marque postale est toute annotation portée sur une lettre par le service postal qui l'achemine. Les marques les plus communes sont les timbres-poste (qui peuvent être imprimés) et l'oblitération. D'autres signalent une communication entre agents postaux (nouvelle adresse, retour à l'expéditeur, taxe à récupérer, etc.) ou une explication pour l'usager (cause du retour d'un pli, d'un retard, d'un dommage, etc.).
L'étude de ces marques postales s'appelle la marcophilie.
Certaines de ces marques portent le nom de timbre. Ce mot peut désigner autant les vignettes autocollantes que les empreintes apposées sur un document pour marquer le paiement d'une taxe.

## Types
Les marques postales sont apparues à la fin du Moyen Âge, bien avant l'introduction de l'affranchissement préalable par un timbre-poste. Elles ont été initialement utilisées pour permettre l'encaissement du prix du transport à l'arrivée (port dû), ou pour constater son paiement au départ. Par la suite ont été introduites des marques avec date pour vérifier les  délais de transmission et éviter les accusations de retard fréquemment adressées à la poste.

### Marques postales manuscrites
Les premières marques postales ont été manuscrites.

### Marques au cachet

#### Marques datées
Mais par la suite sont apparues les marques en cachet destinées à constater la date de départ. Ce fut le cas des marques à date de Bishop, responsable des postes anglaises que l'on accusait d'inquisition postale en se fondant sur les retards des plis confiés à ses services, retards supposés résulter du temps passé à scruter les lettres. 
Pour répondre à ces accusations parfois fantaisistes, Bishop fit apposer sur le courrier, à partir de 1661, de petites marques circulaires comportant simplement la date d'entrée de chaque lettre dans le service postal (mois et jour).

#### Marques localisées
- Marques linéaires de départ ou  d'entrée : d'autres marques au cachet, celles-ci sans date, ont ensuite vu le jour, généralement linéaires, avec le nom de bureau de départ ou du bureau d'entrée pour le courrier en provenance de l'étranger. Ces cachets ont d'abord été dépourvus de date.
- Marques de taxation : dans certains pays comme la France, le  port à payer à l'arrivée, initialement marqué sous une forme manuscrite a été remplacé par des chiffres apposés au tampon, et qualifiés de « chiffres taxe ».

#### Marques mixtes
Par  la suite, les marques au cachet ont, pour la plupart, été à la fois localisées et datées, dans une forme généralement circulaire. La poste française les a qualifiées de « timbres à date ». Mais depuis l'apparition du timbre mobile, il a paru plus commode, pour éviter toute confusion, de qualifier ces marques, et les oblitérations à main, qui leur ont succédé de « cachets à date ».
Des marques manuscrites ont souvent coexisté avec les marques au cachet ci-dessus, et subsisté jusqu'à nos jours, notamment en Allemagne, pour indiquer la taxe à percevoir à l'arrivée.

### Apposition des marques postales
- Dans  la plupart des pays les marques postales de départ ont été apposées sur le devant des lettres. Mais par exception, certains pays comme l'Angleterre, et plusieurs de ses colonies comme l'Inde, ont apposé leurs marques de départ au verso.
- Dans les pays ou les marques de départ étaient frappées au recto, les marques postales d'arrivée ou de transit, lorsque l'on jugeait bon d'en apposer, étaient imprimées au verso.

## Conséquences de l'entrée en service des timbres mobiles
Dans un premier temps les anciennes marques postales sont restées en vigueur, mais il est devenu nécessaire de les compléter par des cachets d'annulation.

### Cachet d'annulation
Le cachet d'annulation, ou oblitération, a d'abord été distinct du cachet de départ. Ce cachet a pour fonction d'oblitérer le timbre-poste pour qu'il ne soit plus réutilisable. Au cours des premières décennies de l'utilisation du timbre, ce cachet comporte des dessins noirs et les plus maculants possible :
- En Angleterre, les premières oblitérations destinées à invalider le timbre ont été des croix de Malte. Apposées la première année en rouge, elles étaient généralement peu lisibles sur des timbres noirs comme le Penny Black. Aussi ont-elles rapidement été frappées en noir, tandis que le timbre de 1 penny était lui imprimé en brun-rouge.
- En France, le 20c noir de 1849 a été annulé avec des grilles en forme de losanges.

Mais, par la suite, on a utilisé des losanges de points, avec les numéros de chaque bureau.
Dans les autres pays, des cachets de formes les plus diverses, notamment aux États-Unis et au Brésil, ont été utilisés (larges bandes noires formant un cercle ou un ovale, étoiles, etc). Ces annulations ont été surnommées « stamp killers » (littéralement, « tueurs de timbres ») dans les pays anglo-saxons, mais il vaut mieux les nommer oblitérations muettes.

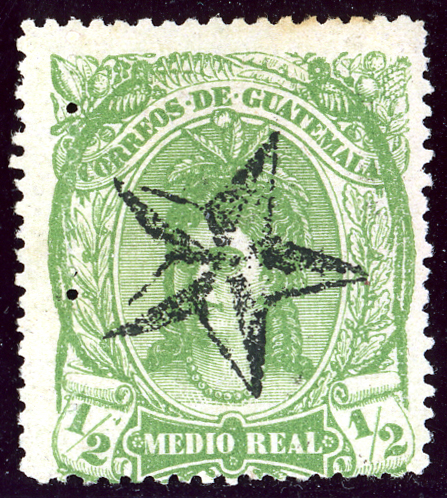
Belle oblitération muette (étoile) au Guatemala en 1878.

Par contre, l'empire d'Autriche n'a quasiment jamais utilisé ces oblitérations muettes, mais au contraire une très grande variété de formes, y compris avec des données complètes : voir quelques détails dans Cotation des oblitérations des timbres d'Autriche de la période 1850-1867. On peut en dire autant pour le Wurtemberg (depuis 1851).
L'ancienne marque postale a continué à être apposée sur les plis timbrés, à côté de l'annulation en France et au verso de celle-ci, en Grande-Bretagne.
D'autre part, les anciennes marques postales ont continué à servir seules sur les lettres expédiées sans timbres mobiles, que ce soit en port-dû ou en port payé.
Progressivement, ce cachet porte aussi le numéro de code du bureau de départ. Enfin, le timbre à date finit par faire office de cachet d'oblitération à partir de mars 1876 en France.

### Cachet à date

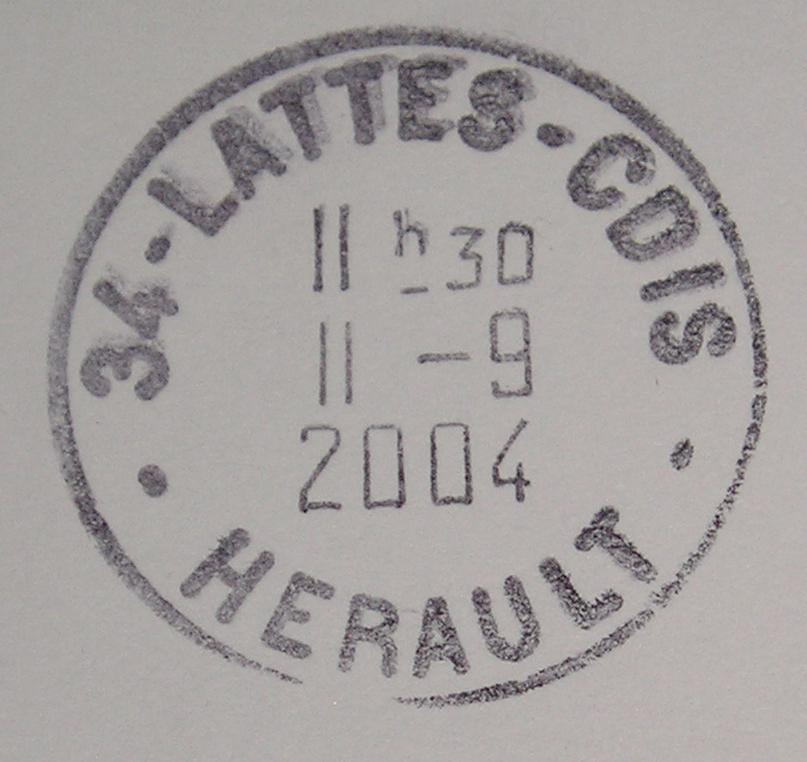
Cachet à date français, années 2000

En usage dès le XVIIe siècle, il est imposé en 1661 en Angleterre, comme on l'a vu plus haut, par Henry Bishop, maître général des postes de Charles II.
Ces cachets ont pu comporter la date, le numéro d'ordre du bureau de poste, le nom de la ville, l'heure quand les horaires des levées des boîtes aux lettres sont fixes.
À partir des années 1840 et l'introduction du timbre-poste, il est complété par un cachet d'oblitération. Au départ, le cachet à date continue à être apposé sur l'enveloppe pour qu'il soit lisible. Avec la mécanisation de l'oblitération du timbre, le cachet à date finit par faire office également de cachet d'oblitération.
L'oblitération Premier jour est un cachet à date.

## Définition des périodes en Marcophilie pour la France
Il est communément accepter de classer les études marcophiles par périodes

### La période Préphilatelie (des origines à 1848)
Les premières marques postale sont manuscrites, puis apparaissent les tampons et à partir de 1800 les timbres à dates qui indiquent la date de départ et parfois la date d'arrivée du courrier.

### Période Classique (1849 à 1875)
Durant cette période, en France, les lettres comportent au minimum 3 marques postales:
- une annulation du timbres (évitant sa réutilisation), ce sont: les grilles, étoiles et losanges pointillés.
- un timbre à dates qui indique le bureau et la date de départ de la lettre
- un timbre à dates qui indique le bureau et la date d'arrivée de la lettre

parfois se rajoute d'autres marques postales: PP (port payé), BM (boite mobile)

### Période Semi-Moderne (1876 à 1900)
À partir de 1876, c'est le timbre a date qui sert à annuler le timbre.

### Période Moderne (après 1900)
Pas de distinction précise pour cette très longue période.
C'est un sujet d'étude qu'il faudrait classifier